# Stanisław Sputo
Stanisław Sputo – polski artysta fotograf, uhonorowany tytułem Artiste FIAP (AFIAP). Członek Związku Polskich Artystów Fotografików. Członek Jastrzębskiego Klubu Fotograficznego „Niezależni”. Członek Krakowskiego Towarzystwa Fotograficznego.

## Życiorys
Jest współzałożycielem i członkiem Jastrzębskiego Klubu Fotograficznego „Niezależni”, powstałego w 1974 roku. W 1978 roku został członkiem Krakowskiego Towarzystwa Fotograficznego. W 2004 roku został przyjęty w poczet członków Okręgu Śląskiego Związku Polskich Artystów Fotografików. 
Stanisław Sputo jest autorem i współautorem wielu wystaw fotograficznych; indywidualnych i zbiorowych, krajowych i międzynarodowych. Uczestniczył w wielu wystawach pokonkursowych, zdobywając wiele medali, nagród, wyróżnień, dyplomów i listów gratulacyjnych. Uczestniczy w pracach jury w licznych konkursach fotograficznych.
W 1998 roku Stanisław Sputo został uhonorowany tytułem Artiste FIAP (AFIAP), nadanym przez Międzynarodową Federację Sztuki Fotograficznej FIAP. W dniu 25 maja 2012 roku - z rąk prezydenta Jastrzębia Zdroju otrzymał statuetkę – nagrodę za osiągnięcia w dziedzinie twórczości artystycznej i upowszechniania kultury. 

## Wybrane wystawy autorskie
- „Porozumienie jastrzębskie”
- „Bliskie spotkania”
- „Jastrzębie Zdrój – europejskie miasto”[7]
- „10 lat Szkoły Muzycznej”
- „Miasto to Ludzie – Ludzie to Miasto”[17]
- „Moje Jastrzębie” (2013)[18][8]
- „Szara rzeczywistość (2015)[19]

Źródło

## Odznaczenia
- Brązowa Odznaka Honorowa Federacji Amatorskich Stowarzyszeń Fotograficznych w Polsce
- Odznaka „Zasłużony Działacz Kultury”
- Medal 150-lecia Fotografii (1989)

Źródło